# Grattacieli più alti dell'Ucraina
Questa è una lista dei grattacieli più alti dell'Ucraina ordinati per altezza. 
La maggior parte dei grattacieli ucraini si trova nella sua capitale, Kiev. L'altezza minima di un grattacielo in Ucraina dal 2009 è considerata di 100 metri.
L'attuale edificio più alto dell'Ucraina è il Klovski Descent 7A, alto 168 metri, completato nel 2012 e inaugurato nel 2015.

## Edifici più alti
| Posizione | Nome                                | Immagine | Città                             | Anno completamento | Altezza (in metri) | Piani | Note                          |
| --------- | ----------------------------------- | -------- | --------------------------------- | ------------------ | ------------------ | ----- | ----------------------------- |
| 1         | Klovski Descent 7A                  |          | Kiev 50°26′18.7″N 30°32′21.1″E    | 2015               | 168.0              | 48    | Edificio più alto di Kiev     |
| 2         | Gulliver                            |          | Kiev 50°26′19.8″N 30°31′26.5″E    | 2013               | 160.1              | 35    |                               |
| 3         | Parus                               |          | Kiev 50°26′15.5″N 30°31′37.9″E    | 2007               | 149.6              | 34    |                               |
| 4         | Jack House                          |          | Kiev 50°26′04″N 30°31′55.3″E      | 2018               | 149.0              | 39    |                               |
| 5         | Taryan Towers                       |          | Kiev 50°25′09.8″N 30°32′01.3″E    | 2021               | 140.0              | 35    |                               |
| 6=        | Pokrovskyi Posad                    |          | Kiev 50°27′42.8″N 30°29′37.1″E    | 2015               | 130.0              | 29    |                               |
| 6=        | Manhattan City                      |          | Kiev 50°26′53.1″N 30°28′47.4″E    | 2020               | 130.0              | 36    |                               |
| 7=        | Korona                              |          | Kiev 50°24′02.6″N 30°36′59.6″E    | 2007               | 128.0              | 37    |                               |
| 7=        | Sribnokilska Street 1               |          | Kiev 50°24′07.5″N 30°37′50.5″E    | 2008               | 128.0              | 37    |                               |
| 8         | Court of Appeals Building           |          | Kiev 50°25′50″N 30°28′17.4″E      | 2006               | 127.0              | 25    |                               |
| 9         | The Towers                          |          | Dnipro 48°27′46.4″N 35°03′53″E    | 2005               | 123.0              | 30    | Edificio più alto di Dnipro.  |
| 10        | Heroiv Stalinhrada Avenue 2         |          | Kiev 50°29′26.2″N 30°31′40″E      | 2011               | 122.3              | 30    |                               |
| 11        | Ministry of Infrastructure Building |          | Kiev 50°26′58.3″N 30°28′52″E      | 1986               | 120.0              | 28    |                               |
| 12        | Silver Breeze                       |          | Kiev 50°25′43.6″N 30°35′40.1″E    | 2009               | 119.2              | 32    |                               |
| 13        | 101 Tower                           |          | Kiev 50°26′20.9″N 30°29′47.1″E    | 2012               | 116.1              | 28    |                               |
| 14        | Mega City                           |          | Kiev 50°25′51.5″N 30°38′04.4″E    | 2014               | 115.0              | 36    |                               |
| 15=       | Sobornosti Avenue 21V               |          | Kiev 50°26′19.2″N 30°36′35.6″E    | 2016               | 114.0              | 36    |                               |
| 15=       | Hotel Parus                         |          | Dnipro 48°28′38.5″N 35°02′11.6″E  | —                  | 114.0              | 32    |                               |
| 16=       | King's Tower                        |          | Donetsk 47°59′45.9″N 37°49′03.4″E | 2008               | 112.0              | 29    | Edificio più alto di Donetsk. |
| 16=       | Royal Tower                         |          | Kiev 50°26′06.2″N 30°30′44″E      | 2016               | 112.0              | 30    |                               |
| 17=       | Elegant                             |          | Kiev 50°26′31.2″N 30°29′48.4″E    | 2014               | 111.5              | 32    | .                             |
| 17=       | Skyline Residences                  |          | Kiev 50°25′38.2″N 30°31′49.2″E    | 2015               | 111.5              | 25    |                               |
| 18=       | Proviantska Street 3                |          | Kiev 50°27′04.9″N 30°28′19.2″E    | 2003               | 110.0              | 29    |                               |
| 18=       | Lesi Ukrainky Boulevard 7B          |          | Kiev 50°25′58.2″N 30°32′02″E      | 2012               | 110.0              | 31    |                               |
| 18=       | Mirax                               |          | Kiev 50°27′45.5″N 30°29′45.6″E    | 2020               | 110.0              | 31    |                               |

## Edifici in costruzione
| Nome                                                      | Immagine | Città | Anno completamento (stima) | Altezza (in metri) | Piani | Note                                               |
| --------------------------------------------------------- | -------- | ----- | -------------------------- | ------------------ | ----- | -------------------------------------------------- |
| Sky Towers                                                |          | Kiev  | -                          | 214.3              | 47    | In attesa dal 2016, costruzione ferma al 28º piano |
| Tourbillon                                                |          | Kiev  | -                          | 117.0              | 39    | In attesa dal 2019                                 |
| A136                                                      |          | Kiev  | 2022                       | 115,0              | 33    | Lavori di costruzione delle fondamenta in corso    |
| Edificio amministrativo della National Medical University |          | Kiev  | -                          | 112.8              | 25    | In attesa dal 2012                                 |